# Блекфийлд
Блекфийлд (Blackfield) е музикална група, съвместен проект на основателя и певец на английската прогресив рок група Поркюпайн Трий (Porcupine Tree) Стивън Уилсън и израелския рок-музикант Авив Гефен.
Авив Гефен, много успешен солов изпълнител и защитник на мира, с поредица от златни албуми в страната си, открива музиката на Поркюпайн Трий в средата на 1990-те и оттогава плътно следи развитието на групата. През 2000 г. той организира техни концерти в Израел през 2000 г. След около две години на приятелство и взаимно любопитство към творчеството си, Гефен и Уилсън решават да направят общ запис, планиран първоначално като EP за 2001 година, но после прераснал в едноименен дългосвирещ албум, издаден в Европа и Израел през 2004 г., а в САЩ през 2005 г.
Съвместните песни, писани първоначално самостоятелно от всеки от двамата, представляват уникално съчетание на култури, въплътено в един интелигентен, мелодичен и меланхоличен рок албум, издаден от Helicon/Universal в Израел през февруари 2004. Албумът се състои от осем оригинални песни, два кавъра на ранни песни на Гефен („Scars“ и „Cloudy Now“, преведени на английски от Уилсън) и един кавър на „Feel So Low“ на Поркюпайн Трий, която Гефен навремето е записвал на иврит.
Албумът получава от критиката хвалебствени отзиви и е обявен за един от най-силните рок албуми на 2004 г. За промоция на албума Уилсън и Гефен правят два специални концерта в родните си градове – Лондон и Тел Авив.
През февруари 2007 г. излиза вторият албум „Blackfield II“, последван от турне на дуото в Европа и САЩ.
Третият студиен албум на дуото, „Welcome to My DNA“, излиза през пролетта на 2011 година. Четвъртият албум „Blackfield IV“ излиза през август 2013 година. В тези два албума водеща роля в дуото играе Авив Гефен, тъй като Стивън Уилсън е съсредоточен и върху соловата си кариера.

## Дискография
- 2004 – Blackfield
- 2007 – Blackfield II
- 2011 – Welcome to My DNA
- 2013 – Blackfield IV
- 2017 – Blackfield V
- 2020 – For the Music